# Madaras
Madaras is een plaats (község) en gemeente in het Hongaarse comitaat Bács-Kiskun. Madaras telt 3283 inwoners (2002).